# Hemnfjorden

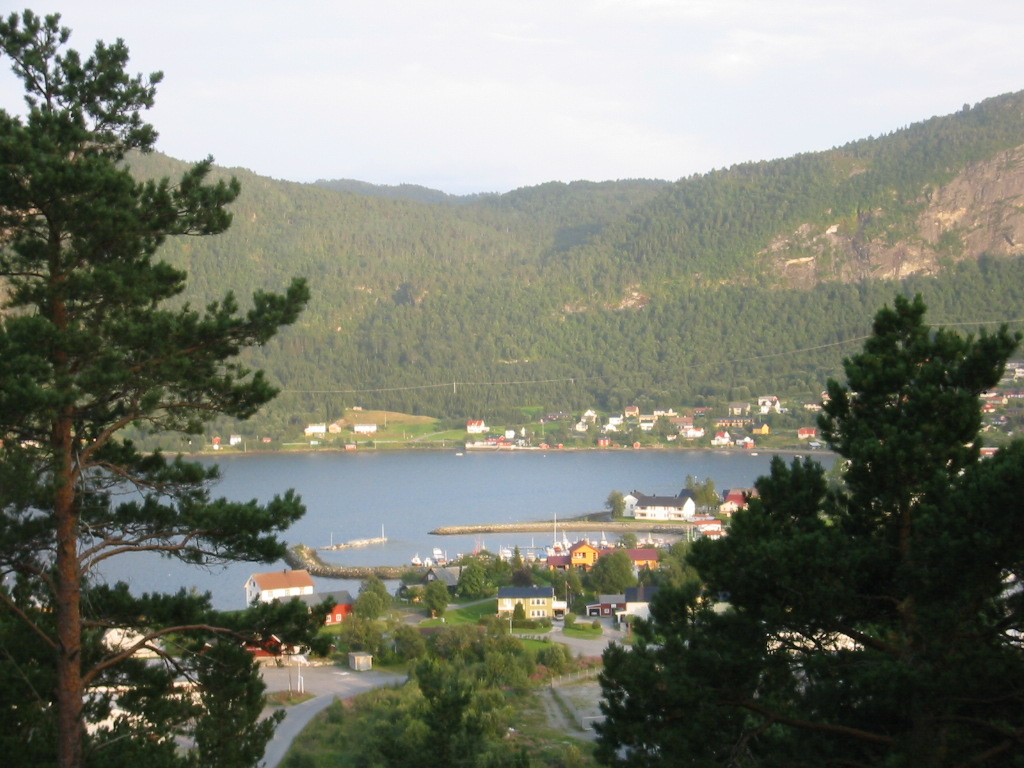
Hemnfjorden vid Kyrksæterøra.

Hemnfjorden är en fjord mellan Heims, Hitra och Orklands kommuner i sydvästra delen av Trøndelag fylke i Norge. Den är cirka 25 kilometer lång och sträcker sig åt sydöst från havsområdet Trondheimsleia innanför ön Hitra och sedan vidare mot sydväst till tätorten Kyrksæterøra. Den mittersta, smalaste delen kallas Bjørkøyfjorden. Hemnfjorden har två smala armar mot öster, Snillfjorden och Åstfjorden som är 14 respektive 17 kilometer långa.